# Giosia II di Waldeck-Wildungen
Giosia II di Waldeck-Wildungen (Waldeck, 31 luglio 1636 – Candia, 29 luglio 1669) è stato un militare e nobile tedesco, secondo figlio maschio del conte Filippo VII di Waldeck-Wildungen e di sua moglie Anna Caterina di Sayn-Wittgenstein. Fu un maggior generale nell'esercito del Brunswick-Lüneburg. Suo fratello maggiore Cristiano Ludovico (1635–1706) fu il conte regnante di Waldeck-Wildungen; Giosia II fu dal 1660 co-regnante nel distretto di Wildungen, e successivamente in quello di Wetterburg.

## Biografia
Giosia II di Waldeck-Wildungen nacque a Waldeck, in Assia, il 31 luglio 1636 e prestò servizio nell'esercito dell'elettore Federico Guglielmo I di Brandeburgo, dove fu colonnello della fanteria. Nel 1655 e nel 1656, combatté a Varsavia come maggiore generale. Dopo aver presto servizio nell'esercito svedese nel 1663 partecipò alla guerra turca come maggiore nell'esercito imperiale. Prima, però, rimase ferito da una freccia a Pécs.
Quando il duca Giorgio Guglielmo di Brunswick-Lüneburg ereditò il principato di Lüneburg, egli nominò Giosia come generale maggiore e lo mise al comando del più vasto esercito del principato. Nel tardo autunno 1668, Giosia marciò contro i Turchi con 3300 uomini, per difendere i possedimenti della repubblica di Venezia. Durante l'assedio di Candia, fu ferito da una granata il 6 luglio 1669, morendo il 29 luglio per le ferite riportate. Fu in principio sepolto nella chiesa di Santa Caterina a Candia, i suoi resti furono poi trasportati a Wildungen.

## Matrimonio e figli
Il 26 gennaio 1660, Giosia sposò la contessa Guglielmina Cristina (bat. 10 giugno 1629 – 22 gennaio 1707), una figlia del conte Guglielmo di Nassau-Siegen in Hilchenbach. Ebbero sette figli:
- Eleonora Luisa (9 luglio 1661 - 25 agosto 1661).
- Guglielmo Filippo (27 settembre 1662 - 29 dicembre 1662).
- Carlotta Dorotea (9 ottobre 1663 - 10 dicembre 1664).
- Carlotta Giovanna (13 dicembre 1664 - 1 febbraio 1699)

sposò il 2 dicembre 1690 Giovanni Ernesto, duca di Sassonia-Coburgo-Saalfeld.
- Sofia Guglielmina (24 settembre 1666 - 13 febbraio 1668).
- Massimiliano Federico (25 aprile 1668 - settembre 1668).
- Guglielmo Gustavo (25 aprile 1668 - 21 maggio 1669), gemello di Massimiliano.

## Ascendenza
|                                         |                                        |                                         | Genitori                                  |  |  | Nonni |  |  | Bisnonni                             |  |  | Trisnonni                              |  |
|                                         |                                        |                                         |                                           |  |  |       |  |  | Giosia I, conte di Waldeck-Eisenberg |  |  | Volrado II, conte di Waldeck-Eisenberg |  |
|                                         |                                        |                                         |                                           |  |  |       |  |  | Giosia I, conte di Waldeck-Eisenberg |  |  | Volrado II, conte di Waldeck-Eisenberg |  |
|                                         |                                        | Anastasia di Schwarzburg-Blankenburg    |                                           |  |  |       |  |  | Giosia I, conte di Waldeck-Eisenberg |  |  |                                        |  |
| Cristiano, conte di Waldeck-Wildungen   |                                        |                                         |                                           |  |  |       |  |  | Giosia I, conte di Waldeck-Eisenberg |  |  |                                        |  |
|                                         |                                        | Maria di Barby-Mühlingen                | Alberto X, conte di Barby-Mühlingen       |  |  |       |  |  |                                      |  |  |                                        |  |
|                                         |                                        | Maria di Barby-Mühlingen                | Alberto X, conte di Barby-Mühlingen       |  |  |       |  |  |                                      |  |  |                                        |  |
|                                         |                                        | Maria di Barby-Mühlingen                | Maria di Anhalt-Zerbst                    |  |  |       |  |  |                                      |  |  |                                        |  |
| Filippo VII, conte di Waldeck-Wildungen |                                        | Maria di Barby-Mühlingen                |                                           |  |  |       |  |  |                                      |  |  |                                        |  |
|                                         |                                        | Giovanni VII, conte di Nassau-Siegen    | Giovanni VI, conte di Nassau-Dillenburg   |  |  |       |  |  |                                      |  |  |                                        |  |
|                                         |                                        | Giovanni VII, conte di Nassau-Siegen    | Giovanni VI, conte di Nassau-Dillenburg   |  |  |       |  |  |                                      |  |  |                                        |  |
|                                         |                                        | Giovanni VII, conte di Nassau-Siegen    | Elisabetta di Leuchtenberg                |  |  |       |  |  |                                      |  |  |                                        |  |
| Elisabetta di Nassau-Siegen             |                                        | Giovanni VII, conte di Nassau-Siegen    |                                           |  |  |       |  |  |                                      |  |  |                                        |  |
|                                         |                                        | Maddalena di Waldeck-Wildungen          | Filippo IV, conte di Waldeck-Wildungen    |  |  |       |  |  |                                      |  |  |                                        |  |
|                                         |                                        | Maddalena di Waldeck-Wildungen          | Filippo IV, conte di Waldeck-Wildungen    |  |  |       |  |  |                                      |  |  |                                        |  |
|                                         |                                        | Maddalena di Waldeck-Wildungen          | Jutta di Isenburg-Neumagen                |  |  |       |  |  |                                      |  |  |                                        |  |
| Giosia II, conte di Waldeck-Wildungen   |                                        | Maddalena di Waldeck-Wildungen          |                                           |  |  |       |  |  |                                      |  |  |                                        |  |
|                                         | Ludovico I, conte di Sayn-Wittgenstein | Guglielmo I, conte di Sayn-Wittgenstein |                                           |  |  |       |  |  |                                      |  |  |                                        |  |
|                                         | Ludovico I, conte di Sayn-Wittgenstein | Guglielmo I, conte di Sayn-Wittgenstein |                                           |  |  |       |  |  |                                      |  |  |                                        |  |
|                                         | Ludovico I, conte di Sayn-Wittgenstein | Giovannetta di Isenburg-Grenzau         |                                           |  |  |       |  |  |                                      |  |  |                                        |  |
| Ludovico II, conte di Sayn-Wittgenstein | Ludovico I, conte di Sayn-Wittgenstein |                                         |                                           |  |  |       |  |  |                                      |  |  |                                        |  |
|                                         |                                        | Elisabetta di Solms-Laubach             | Federico Magnus I, conte di Solms-Laubach |  |  |       |  |  |                                      |  |  |                                        |  |
|                                         |                                        | Elisabetta di Solms-Laubach             | Federico Magnus I, conte di Solms-Laubach |  |  |       |  |  |                                      |  |  |                                        |  |
|                                         |                                        | Elisabetta di Solms-Laubach             | Agnese di Wied                            |  |  |       |  |  |                                      |  |  |                                        |  |
| Anna Caterina di Sayn-Wittgenstein      |                                        | Elisabetta di Solms-Laubach             |                                           |  |  |       |  |  |                                      |  |  |                                        |  |
|                                         |                                        | Corrado, conte di Solms-Braunfels       | Filippo I, conte di Solms-Braunfels       |  |  |       |  |  |                                      |  |  |                                        |  |
|                                         |                                        | Corrado, conte di Solms-Braunfels       | Filippo I, conte di Solms-Braunfels       |  |  |       |  |  |                                      |  |  |                                        |  |
|                                         |                                        | Corrado, conte di Solms-Braunfels       | Anna di Tecklenburg                       |  |  |       |  |  |                                      |  |  |                                        |  |
| Elisabetta Giuliana di Solms-Braunfels  |                                        | Corrado, conte di Solms-Braunfels       |                                           |  |  |       |  |  |                                      |  |  |                                        |  |
|                                         |                                        | Elisabetta di Nassau-Dillenburg         | Guglielmo I, conte di Nassau-Dillenburg   |  |  |       |  |  |                                      |  |  |                                        |  |
|                                         |                                        | Elisabetta di Nassau-Dillenburg         | Guglielmo I, conte di Nassau-Dillenburg   |  |  |       |  |  |                                      |  |  |                                        |  |
|                                         |                                        | Elisabetta di Nassau-Dillenburg         | Giuliana di Stolberg-Wernigerode          |  |  |       |  |  |                                      |  |  |                                        |  |
|                                         |                                        | Elisabetta di Nassau-Dillenburg         |                                           |  |  |       |  |  |                                      |  |  |                                        |  |